# Air Comet Chile
Air Comet Chile, ursprünglich gegründet als Aerolínas del Sur, war eine chilenische Regionalfluggesellschaft mit Sitz in Santiago de Chile. Sie befand sich im Besitz der Grupo Marsan und mehrerer chilenischer Partner. Die Hauptbasis war der Comodoro Arturo Merino Benetíz International Airport.

## Geschichte
Air Comet Chile wurde im Jahr 2004 als Aerolínas del Sur von der Grupo Marsan und mehreren chilenischen Anteilseignern gegründet. Die Beteiligung chilenischer Partner war nötig, da die Gründung von der Marsan-Tochtergesellschaft Aerolineas Argentinas betrieben worden war. Nach chilenischem Recht dürfen Inlandsfluggesellschaften nicht im mehrheitlichen Besitz von ausländischen Gesellschaften oder Personen sein. Ende 2007 erhielt die Gesellschaft in Anlehnung an ihre spanische Schwestergesellschaft Air Comet ihren heutigen Namen „Air Comet Chile“. Sie war die drittgrößte Fluggesellschaft Chiles. Zwischenzeitlich hieß sie auch Aerolíneas Austral Chile.
Am 7. November 2008 hat Air Comet Chile den Flugbetrieb „auf unbestimmte Zeit“ eingestellt. Eine geplante Zusammenarbeit mit Sky Airline war zuvor gescheitert.

## Flugziele
Air Comet Chile flog von ihrem Drehkreuz Santiago de Chile folgende Ziele an:
- Iquique
- Antofagasta
- Calama
- Concepción
- Puerto Montt
- Punta Arenas

## Flotte
- 7 Boeing 737-200